# Austrocynoglossum latifolium
Austrocynoglossum latifolium là loài thực vật có hoa trong họ Mồ hôi. Loài này được (R.Br.) R.R.Mill. mô tả khoa học đầu tiên năm 1989.